# (2835) Ryoma
(2835) Ryoma (1982 WF; 1932 YB; 1941 WB; 1961 CB1; 1963 QC; 1972 NT; 1975 EX3; 1977 QF5; 1977 RY7; 1979 AA; 1980 GP; 1989 GQ8) ist ein ungefähr elf Kilometer großer Asteroid des mittleren Hauptgürtels, der am 20. November 1982 vom japanischen Astronomen Tsutomu Seki am Geisei-Observatorium in Geisei in der Präfektur Kōchi in Japan (IAU-Code 372) entdeckt wurde.

## Benennung
(2835) Ryoma wurde nach dem japanischen Revolutionär Sakamoto Ryōma (1836–1867) benannt, der als Wegbereiter der Meiji-Restauration gilt. Gleich wie der Entdecker Tsutomu Seki wurde er in Kōchi, nach der der Asteroid (2396) Kochi benannt ist, geboren. Sakamoto Ryōma wurde aufgrund der Revolution ermordet.